# What Did You Think When You Made Me This Way?
What Did You Think When You Made Me This Way? è il quinto EP del gruppo musicale Nothing but Thieves, pubblicato il 19 ottobre 2018 dalla RCA Records e dalla Sony Music.

## Tracce
Testi e musiche di Joseph Langridge-Brown, Dominic Craik, Conor Mason, Julian Emery e Jim Irvin.
1. Forever & Ever More – 3:28
2. Gods – 3:28
3. You Know Me Too Well – 3:53
4. Take This Lonely Heart – 4:02

## Formazione
Gruppo
- Conor Mason – voce
- Joe Langridge-Brown – chitarra
- Dominic Craik – chitarra
- Phil Blake – basso
- James Price – batteria

Produzione
- Jim Irvin – produzione
- Dominic Craik – coproduzione
- Robin Schmidt – mastering